# Mercedes-Benz Cito
De Mercedes-Benz Cito (typeaanduiding: O520) is een lagevloermidibus, die van 1999 tot 2003 door EvoBus geproduceerd werd. Dit bustype was speciaal ontwikkeld als stadsbus. De naam verwijst ook naar de stad: City tomorrow.
Bij de ontwikkeling van dit voertuig werd er rekening gehouden met het feit dat deze bus in een latere stadium brandstofcelaandrijving zou kunnen krijgen, in plaats van het gewone gebruik met een dieselelektrische motoraandrijving. Om ook door smallere straten de benodigde behendigheid te kunnen uitvoeren, werd deze bus gebouwd met een breedte van 2,35 m, wat veel kleiner is dan een normale stadsbus. Bovendien was de achteroverbouw vrij kort. De rijrichting komt iets overeen met de Neoplan Metroliner uit het jaar 1988.
De productie van de Cito werd om meerdere factoren door EvoBus in 2003 stilgezet, omdat de bus vanwege zijn hoge onderhoudskosten niet erg populair was.

## Lengtevarianten
De Cito was in de volgende lengtevarianten verkrijgbaar:
- 8,1 m met 12 zitplaatsen
- 8,9 m met 16 zitplaatsen
- 9,6 m met 20 zitplaatsen

## Inzet

### Nederland
In Nederland hebben slechts zeven bussen van dit type gereden, waarvan vier stuks nieuw werden afgeleverd. Dit bustype reed in Den Haag bij HTM en in Dordrecht bij SVD. HTM kocht 2 tweedehandsbussen, waarvan een 8,1 meter lang was en de ander 8,9 meter, voor een pendeldienst tussen Leidschenveen en Nootdorp. SVD reed rond met vier nieuwe bussen met een lengte van 8,1m en een van de standaard afwijkende indeling 15 zitplaatsen. Na het verlies van de stadsdienst in Dordrecht in 2006 zijn de bussen nog enige tijd gehuurd door Arriva Personenvervoer Nederland, waarna alle bussen van SVD naar HTM gingen, waar ze tot en met 2007 dienstdeden op de stadsdienst.
Het zevende exemplaar is een tweedehands bus rijdend bij Sabeh Tours. Ook deze bus is inmiddels niet meer in dienst in Nederland.

### België
In België werden de Cito's bij verschillende vervoersmaatschappijen gebruikt. Zo reden er bijvoorbeeld een aantal rond bij De Lijn die speciaal in dienst waren gekomen voor Busworld 2001 in Kortrijk. Ze waren oorspronkelijk bedoeld als proefbussen, maar na de komst van nieuwe bussen was een bus overgeplaatst naar Geluwe, waar het onder andere reed op de stadsdienst van Menen. In 2013 zijn de bussen echter uit dienst gegaan. Ook reden enkele exemplaren rond bij enkele Vlaamse particuliere busmaatschappijen en bij de MIVB, echter zijn ze nu vervangen door o.a. de Citaro K. Bij TEC reden vanaf 2001 tot en met 2015 enkele exemplaren rond in de binnenstad van Bergen (Mons Intra Muros). De meeste bussen zijn tweedehands bussen afkomstig uit Duitsland. Drie bussen (3916-3918) reden oorspronkelijk op lijn 6 tussen Bergen en Jemappes, maar zijn na de komst van Heuliez GX 127 bussen overgeplaatst naar de stadsdienst van Bergen en reden exclusief rond in de binnenstad. Begin 2015 zijn de laatste bussen vervangen door Van Hool A309 bussen.

### Inzetgebieden
| Bedrijf                              | Aantal | Series            | Lengte | Inzet                                    | Status        | Opmerking | Afbeelding |
| België                               | België | België            | België | België                                   | België        | België |            |
| ------------------------------------ | ------ | ----------------- | ------ | ---------------------------------------- | ------------- | --- | ---------- |
| De Laere, Popelier & Desmet Partners | 1      | 50109 a           | 8,9 m  | Stadsdienst Roeselare                    | Buiten dienst | Proefbus Draagt een Duits kenteken                                                                                                |            |
| De Laere, Popelier & Desmet Partners | 10     | 500101 b-500110 b | 8,9 m  | Stadsdienst Roeselare                    | Buiten dienst | 500102 b, 500106b & 500109 b afgevoerd, rest verkocht                                                                             |            |
| De Lijn                              | 3      | 4165-4167         | 8,9 m  | Stadsdiensten Kortrijk en Menen          | Buiten dienst | Speciaal in dienst gekomen voor Busworld 2001 in Kortrijk Oorspronkelijk proefbussen                                              |            |
| MIVB                                 | 12     | 8031-8042         | 9,6 m  | Brussel                                  | Buiten dienst | Deze bussen werden via een leasingcontract aangekocht. Afgevoerd in 2008                                                          |            |
| Staca-Van Mullem                     | 4      | 303541 a-303544 a | 8,9    | Vlaams-Brabant                           | Buiten dienst | Ex-De Laere, Popelier & Desmet Partners Afgevoerd naar Polen                                                                      |            |
| Staca-Van Mullem                     | 3      | 303645 a-303647 a | 8,9    | Vlaams-Brabant                           | Buiten dienst | Ex-De Laere, Popelier & Desmet Partners                                                                                           |            |
| TEC                                  | 3      | 3916-3918         | 9,6 m  | Binnenstad van Bergen (Mons Intra Muros) | Buiten dienst | |            |
| TEC                                  | 5      | 3921-3925         | 8,9 m  | Binnenstad van Bergen (Mons Intra Muros) | Buiten dienst | ex-Duitsland |            |
| TEC                                  | 1      | 3930              | 8,9 m  | Binnenstad van Bergen (Mons Intra Muros) | Buiten dienst | ex-Duitsland |            |
| TEC                                  | 4      | 3926-3929         | 8,1 m  | Binnenstad van Bergen (Mons Intra Muros) | Buiten dienst | ex-Duitsland |            |
| Duitsland                            |        |                   |        |                                          |               | |            |
| Eska Stiftlandkraftverkehr           | 1      |                   |        | Oost-Beieren                             |               | |            |
| Leobus                               | 2      | 5082-5083         | 9,6 m  | Leipzig                                  |               | 5082 is ex-LVB 15 |            |
| LVB                                  | 5      | 11-15             | 9,6 m  | Leipzig                                  | Buiten dienst | Nummer 13 is geëxporteerd naar Vilnius onder kenteken EGF 442. Nummer 15 is verkocht aan Leobus.                                  |            |
| VER                                  | 1      | 271               | 9,6 m  | Ennepe-Ruhr-Kreis                        |               | |            |
| Frankrijk                            |        |                   |        |                                          |               | |            |
| Bibus                                | 2      | ??                |        | Brest                                    |               | |            |
| Citura                               | 8      | 511-518           | ??     | Reims                                    |               | |            |
| Ginko                                | 3      | 41-43             | ??     | Besançon                                 | Buiten dienst | |            |
| Le Vingt                             | 1      | ??                | ??     | Beaune                                   |               | |            |
| Libéo                                | ??     | ??                | ??     | Brive-la-Gaillarde                       |               | |            |
| Paladin                              | 1      | 590               | ??     | Antony, Le Plessis-Robinson e.o.         |               | |            |
| Paladin                              | 4      | 635-638           | ??     | Antony, Le Plessis-Robinson e.o.         |               | |            |
| Régie des transports de Marseille    | 18     | 281-298           | ??     | Marseille                                | Buiten dienst | |            |
| SITAC                                | 1      | 784               | ??     | Châlons-en-Champagne                     |               | |            |
| STAS                                 |        |                   |        | Saint-Étienne                            |               | |            |
| TAG                                  | 6      | 1501-1506         |        | Grenoble                                 |               | |            |
| Tam en Yvelines                      |        |                   |        | Mantes-la-Jolie en omgeving              |               | |            |
| Tango                                | 4      | ??                |        | Nîmes                                    |               | |            |
| TBC                                  | 6      | 2991-2996         |        | Bordeaux                                 |               | |            |
| Tisséo                               |        |                   |        | Toulouse                                 |               | |            |
| Transbus                             |        |                   |        | Agen                                     |               | |            |
| Italië                               |        |                   |        |                                          |               | |            |
| AMT                                  | 5      | E201-E205         | ??     | Stadsdienst Genua                        |               | |            |
| Luxemburg                            |        |                   |        |                                          |               | |            |
| AVL                                  | 3      | 404-406           | 8,9 m  | Stadsdienst Luxemburg                    |               | 406 dient tegenwoordig als plukbus                                                                                                |            |
| TICE                                 | 4      | 202-205           | 8,9 m  | Kanton Esch-sur-Alzette                  |               | |            |
| Nederland                            |        |                   |        |                                          |               | |            |
| HTM                                  | 4      | 0651-0654         | 8,1 m  | Stadsdienst Den Haag                     | Gesloopt      | 0651-0654 ex-SVD |            |
| HTM                                  | 1      | 0791              | 8,1 m  | Stadsdienst Den Haag                     | Gesloopt      | 0651-0654 ex-SVD |            |
| HTM                                  | 1      | 0792              | 8,9 m  | Stadsdienst Den Haag                     | Buiten dienst | |            |
| Sabeh Tours                          | 1      | BN-NH-85          | 8,1 m  | Tourvervoer                              | Export        | ex Klesener ASL-SH 800 |            |
| SVD                                  | 4      | 0651-0654         | 8,1 m  | Stadsdienst Dordrecht                    | Gesloopt      | In 2006 overgegaan naar HTM |            |
| Polen                                |        |                   |        |                                          |               | |            |
| MPK Tarnow                           | 4      | 287-290           | 8,9 m  | Stadsdienst Tarnów                       |               | Voorheen Staca-Van Mullem 303541 a-303544 a Daarvoor De Laere, Popelier & Desmet Partners 500101 b, 500103 b, 500104 b & 500108 b |            |

## Basismodel
De Cito met tot 20 zitplaatsen was de basis van de Mercedes-Benz Sprinter. In 2006 kwam Mercedes-Benz met een andere midibus-variant, namelijk de Citaro K die met een lengte van 10,5 m, een standaardbreedte van 2,5 m en 27 zitplaatsen de rechtmatige opvolger van de Cito werd.